# Октагональный храм
Октагональный храм — принятое историками название руин восьмигранного православного храма XV века, расположенных в цитадели Мангупа, в XVII веке превращённого в мечеть.

## Описание
Строение в плане представляет собой немного вытянутый по продольной оси восьмигранник размерами 8,0 на 8,50 м (либо 8,02 на 8,46 м, длина всех граней различна) с дверями в западной стене, шириной 

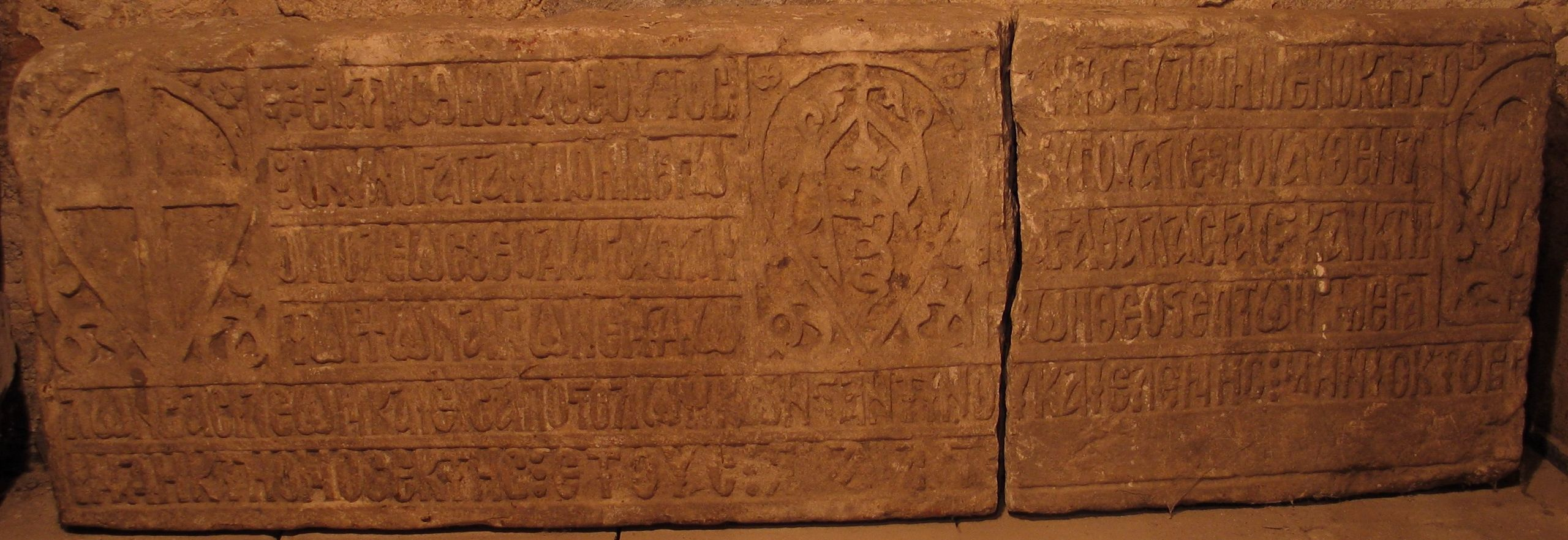
Строительная надпись князя Алексея, 1427 г.

0,70 м снаружи и около 1,20 м изнутри. В последнее время (с 2009 года) историки, изучающие Мангуп, сошлись во мнении, что с большой вероятностью известная надпись князя Алексея могла быть архитравом, перекрывавшим дверной проём Октагонального храма. Внутри церковь имеет вид равноконечного креста с полукруглой восточной стороной и внутренними размерами 6,60 м в длину и 6,20 м ширины, имелась апсида шириной 2,60 м и глубиной 1,25 м, алтарная преграда, посередине алтаря — квадратная вырубка (0,56 на 0,54 м) под престол. Трёхслойные двухлицевые стены храма, толщиной 0,90 м, были поставлены в специально вырубленные постели глубиной около 0,05 м на скальной поверхности. Внешние стороны были сложены из крупных, тщательно отёсанных и подогнанных блоков известняка, с забутовкой на известковом растворе. Следов крыши и вообще какого-либо завершения церкви не сохранилось. Высота здания исследователями реконструируется в 15 м. На момент раскопок Ф. А. Брауна в 1890 году здание имело относительно хорошую сохранность, что историками объясняется долгим функционированием в качестве мечети, о которой упоминал в 1666 году Эвлия Челеби 

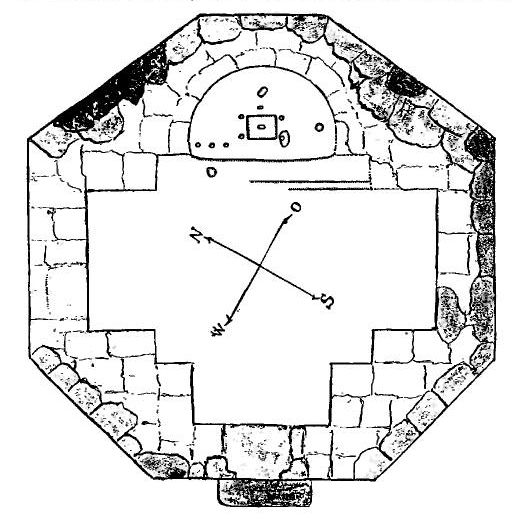
План Октагонального храма Ф. А. Брауна. 1890 г.

В этой цитадели совсем нет домов. Есть только одна мечеть с каменным куполом, переделанная из церкви.
В конце XIX века храм был полностью разобран на стройматериалы.

## История изучения
Памятник открыл Ф. А. Браун при раскопках 1890 года, предполагая, что это «дворцовая часовня мангупских князей дотатарского времени», в чём сам впоследствии сомневался. А. Л. Бертье-Делагард посещал раскопки октагона Брауном и позднее в одном из своих трудов кратко сообщил об этом, обратив внимание на уникальность церкви, сравнив с традициями армянского строительства. В июне 1891 года путешественник, член Крымского горного клуба, артиллерист Н. П. Никольский, по результатам осмотра памятника, сделал умозрительный вывод о строительстве храма греками в VI веке, как части резиденции епископа. Р. Х. Лепер в 1912 году произвёл небольшие раскопки в октагоне, не найдя ничего существенного и не сделав никаких выводов; к его заслугам относят расчистку наоса и алтарной части, первое открытие, с помощью траншеи, внешнего контура церкви и расчистку погребения у северо-западной грани. А. Л. Якобсон, по результатам исследований 1938 года, высказал предположение об одновременности строительства октагона и Большой базилики в VI веке, считая его крещальней, что также поддержала М. А. Тиханова, а, впоследствии, Е. В. Веймарн, относя постройку к VIII—IX веку. Академик архитектуры Ю. С. Асеев также вначале определял, без какой-либо аргументации, время строительства VIII—IX веком, но позже предложил новую датировку: VI — начало VII века, определяя сооружение, как замковую капеллу (домовую церковь), примерно так же считали О. И. Домбровский и О. А. Махнева, называвшие памятник «княжеской капеллой» VIII века. В. Л. Мыц одно время также датировал храм XII—XIII веком, связав его появление с деятельностью «первых князей Мангупа» армянского происхождения из рода Гаврасов, что могло объяснить необычную для Крыма архитектуру, но затем признал эту точку зрения ошибочной, ввиду недоказанности пребывания Гаврасов в качестве правителей Феодоро. С 1990 года изучением храма занимается А. Г. Герцен (руководимая им Мангупская экспедиция). К 1997 году, исходя из результатов исследований цитадели и материальных свидетельств о начальном этапе её сооружения в 1360-х годах, была сформулирована гипотеза об одновременном строительстве обоих памятников. Октагон был полностью раскопан на протяжении 1997—2005 годов, по результатам археологических работ гипотеза была конкретизирована — группа историков под руководством Герцена считает создание храма одновременным с периодом реконструкции цитадели князем Алексеем в 1420-х — 1430-х годах и допускает более точную датировку с привязкой к строительной надписи Алексея 1427 года, каковую поддерживают также не входящие в эту группу историки В. П. Кирилко и В. Л. Мыц, при этом настаивая на армянской версии архитектурного решения памятника. Приводимая Кирилко реконструкция внешнего вида храма другими учёными не поддерживается, поскольку судить о характере перекрытия по имеющимся архитектурным остаткам не представляется возможным.